# Хронологија ФНРЈ и КПЈ јун 1946.
Хронолошки преглед важнијих догађаја везаних за друштвено-политичка дешавања у Демократској Федеративној Југославији (ДФЈ) и деловање Комунистичке партије Југославије (КПЈ), као и општа политичка, друштвена, спортска и културна дешавања која су се догодила у току јуна месеца 1946. године.
| ← мај · Хронологија ФНРЈ и КПЈ током 1946. године · јул → |

### 10. јун
- У Београду пред Војним већем Врховног суда ФНРЈ отпочео тзв. „Београдски процес“ на коме је под оптужбом за издају и колаборацију осуђено 24. лица, од чега је њих 10 осуђено у одсуству, јер су се налазили у емиграцији. Првооптужени на процесу био је Драгољуб Дража Михаиловић (1893—1946), бивши армијски генерал Југословнске војске, минстар војске у избегличкој влади и начелник штаба Врховне команде Југословенске војске у отаџбини, а поред њега, међу истакнути личностима, били су — Стеван Мољевић (1888—1959), Драги Јовановић (1902—1946), Велибор Јонић (1892—1946) и Коста Мушицки (1897—1946). Сви оптужени су 15. јула проглашени кривима — Михаиловић и још 10 лица осуђени су смрт, а остали на временске казне од 18 месеци до 20 година затвора. Смртна казна над Михаиловићем и осталом десеторицом извршена је 17. јула.[1]

### 17. јун
- У Скопљу за председника Президијума Народног собрања Македоније изабран Благоја Фотев, уместо Методија Андонова, који је због неслагања са југословенским руководством, поднео оставку 14. марта.

### 23. јун
- У званичну посету Југославији допутовао Енвер Хоџа, председник Владе НР Албаније, који је боравио до 2. јула. Током посете између влада ФНРЈ и НР Албаније потписани су споразуми о економској сарадњи, о робној размени и плаћању, о оснивању југословенско-албанских друштава и споразум о кредиту који је Југославија одобрила Албанији. Президијум Народне скупштине ФНРЈ је за заслуге у организовању народноослободилачке борбе у Албанији и допринос борби против фашизма Хоџу одликовао Орденом народног хероја.[2][3]

### 30. јун
- У Скопљу, од 30. јуна до 1. јула, одржан Први конгрес Антифашистичког фронта жена Македоније, коме су присуствовали делегати из свих крајева НР Македоније, представници свих република ФНРЈ, као и гости из Албаније, Бугарске, Пиринске и Егејске Македоније. Конгрес је отворила председница Главног одбора АФЖ Македоније Васка Циривири, а током Конгреса су поднета два реферата — О учешћу жена Македоније у обнови и изградњи земље, који је поднела Веселинка Малинска и О организационим питањима и формама рада АФЖ у Македонији, који је поднела Ленче Арсова. На Конгресу је изабран Главни одбор АФЖ Македоније у који су између осталог ушле — председница Вера Циривири, Вера Ацева, Мара Нацева, Љиљана Чаловска, Веселинска Малинска и др.[4]